# TTBB
TTBB är en akronym som står för Tenor-Tenor-Bas-Bas och syftar på de fyra stämmorna förstatenor (T1), andratenor (T2), förstabas (B1) och andrabas (B2) i en manskör. 